# 2-C-메틸에리트리톨 4-인산
2-C-메틸에리트리톨 4-인산(영어: 2-C-methylerythritol 4-phosphate, MEP)은 아이소프레노이드 전구체를 생합성하는 비메발론산 경로의 대사 중간생성물이다. 2-C-메틸에리트리톨 4-인산은 아이소펜테닐 피로인산(IPP)과 다이메틸알릴 피로인산(DMAPP)을 생성하는 경로에서 첫 번째 속도 결정 대사산물이다.

## 같이 보기
- 비메발론산 경로
- DXP 리덕토아이소머레이스
- 포스미도마이신